# NGC 4247
NGC 4247 је спирална галаксија у сазвежђу Девица која се налази на NGC листи објеката дубоког неба.
Деклинација објекта је + 7° 16' 28" а ректасцензија 12h 17m 57,9s. Привидна величина (магнитуда) објекта NGC 4247 износи 14,4 а фотографска магнитуда 15,2. NGC 4247 је још познат и под ознакама MCG 1-31-42, CGCG 41-71, VCC 265, NPM1G +07.0288, IRAS 12153+0733, PGC 39480.